# Herminia acrosema
Herminia acrosema är en fjärilsart som beskrevs av Turner 1902. Herminia acrosema ingår i släktet Herminia och familjen nattflyn. Inga underarter finns listade i Catalogue of Life.